# Geraldine (Montana)
Geraldine é uma vila  localizada no estado americano de Montana, no Condado de Chouteau.

## Demografia
Segundo o censo americano de 2010, a sua população era de 261 habitantes.Em 2012 estimava-se que a população da vila era de 270 habitantes, um acréscimo de 9 habitantes.

## Geografia
De acordo com o United States Census Bureau tem uma área de
1,3 km², dos quais 1,3 km² cobertos por terra e 0,0 km² cobertos por água. Geraldine localiza-se a aproximadamente 952 m acima do nível do mar.

## Localidades na vizinhança
O diagrama seguinte representa as localidades num raio de 44 km ao redor de Geraldine.